# Football Club Argentan
Le Football Club Argentan est un club de football français basé à Argentan. Il est issu de la fusion réalisée en 2012, entre l'ASPTT Argentan et l'Union Football Club de Pays d'Argentan. Il évolue en Régional 3.

## Historique

### Le football à Argentan avant l'UFCPA
On commence à jouer au football à Argentan en 1903 avec la création du Stade argentanais, suivi ensuite par la Société Athlétique du Collège en 1907 et de l'Amicale Sportive en 1909.
Dans les années 1930 trois clubs existent à Argentan, l'Éducation physique fondé en 1930, le Patronage Laïque fondé en 1936 et le Bayard fondé en 1937. À la suite de la guerre le flambeau du football à Argentan est repris avec la fondation en 1946 de l'Association Sportive des Cheminots. En 1949, le Stade argentanais renais de ses cendres pour fusionner avec l'A.S.C.A.
L'A.S.A.C. remporte deux fois le titre de PH en 1964 et 1976. L'Olympique d'Argentan prend la suite en 1979 et remporte le titre de champion de DHR en 1985.
L'autre club de la ville l'US Métallos d'Argentan est fondé en 1965, il gagne plusieurs titres de champions amateur pour accéder en 4e division en 1987 et 1988. En 22 ans le club grimpe de 7 divisions, en gagnant les titres de champions amateur de Promotion en 1969, 2e division départemental en 1972, 1re division départemental en 1974, DHR en 1983 et DH en 1986. Le club de l'USMA finit par prendre le dessus sur son rival local l'Olympique d'Argentan.

### L'UFCP Argentan
L'Union Football Club de Pays d'Argentan est fondé le 5 avril 1991 à la suite de la fusion des deux clubs d'Argentan l'Olympique d'Argentan et l'US Métallos d'Argentan. La fusion a pour but de rassembler les 2 clubs de la ville pour créer un seul club ambitieux.
La fusion fonctionne car le club est champion de DH Basse-Normandie en 1993 et accède en National 3 ou il resteras 4 saison avant la disparition de cette division. Le club est alors placé en CFA 2 lors de la refonte des divisions du football amateur en 1998. Cette même année, le club réalise une épopée en Coupe de France, après avoir réalisé deux exploits face à Angers (National) 2-1 et CS Sedan-Ardennes (National) 0-0 tab 8-7, il parvient à se hisser en 8e de finales où il tombe face au RC Lens (futur champion de France) au Stade Michel-d'Ornano de Caen devant 21 000 spectateurs, où il s'inclineront sur le score de 3 buts à 1. En 2002, le club est relégué en DH de Basse-Normandie. Il ne réussira jamais à remonter malgré les bonnes prestations de l'équipe en championnat (second en 2007 et battu en barrage d'accession à la CFA2 par la réserve du FC Rouen sur le score de 2-0). La saison 2009/2010 marquera un tournant dans l'histoire du club du fait des nombreux départs au sein du club qui finira par descendre en DSR en fin de saison.

## Identité du club

### Logos

Logo de l'UFCP Argentan.
Logo du FC Argentan.

## Palmarès
- DH Basse-Normandie (1)
  - Champion : 1993
  - Vice-champion : 2004, 2007

## Bilan saison par saison

### Séniors Hommes
Les résultats avant 2011 sont ceux de l'ufcp Argentan (club dont est issu le FC Argentan dont la première véritable saison est 2011/2012).
| Saison                  | Div.                | clas. | Pts | M.J. | Vic. | Nuls | Déf. | B.P. | B.C. | D.B. | Coupe de France | Coupe de Basse-Normandie |
| 1991/1993               | DH-Basse-Normandie  | 3e    | 51  | 22   | 12   | 5    | 5    | 41   | 23   | +18  | -               | -                        |
| 1992/1993               | DH-Basse-Normandie  | 1er   | 57  | 22   | 14   | 7    | 1    | 36   | 12   | +24  | -               | -                        |
| 1993/1994               | National3-Gr.B      | 9e    | 23  | 26   | 6    | 11   | 9    | 31   | 33   | -2   | -               | -                        |
| 1994/1995               | National3-Gr.B      | 10e   | 24  | 26   | 8    | 8    | 10   | 36   | 38   | -2   | -               | -                        |
| 1995/1996               | National3-Gr.B      | 7e    | 37  | 26   | 9    | 10   | 7    | 29   | 31   | -2   | -               | -                        |
| 1996/1997               | National3-Gr.B      | 10e   | 27  | 26   | 6    | 9    | 11   | 27   | 37   | -10  | -               | -                        |
| 1997/1998               | CFA2-Gr.B           | 11e   | 41  | 30   | 11   | 8    | 11   | 38   | 36   | +2   | -               | -                        |
| 1998/1999               | CFA2-Gr.H           | 9e    | 69  | 30   | 10   | 9    | 11   | 44   | 42   | +2   | 1/8e            | -                        |
| 1999/2000               | CFA2-Gr.H           | 4e    | 83  | 30   | 16   | 5    | 9    | 49   | 44   | +5   | 8e tour         | -                        |
| 2000/2001               | CFA2-Gr.H           | 9e    | 68  | 30   | 10   | 8    | 12   | 40   | 41   | -1   | -               | -                        |
| 2001/2002               | CFA2-Gr.H           | 15e   | 50  | 30   | 5    | 6    | 19   | 27   | 58   | -31  | -               | -                        |
| 2002/2003               | DH-Basse-Normandie  | 11e   | 56  | 26   | 9    | 6    | 11   | 45   | 39   | +6   | -               | -                        |
| 2003/2004               | DH-Basse-Normandie  | 2e    | 76  | 26   | 14   | 8    | 4    | 37   | 25   | +12  | -               | -                        |
| 2004/2005               | DH-Basse-Normandie  | 4e    | 65  | 26   | 10   | 9    | 7    | 39   | 34   | +5   | -               | -                        |
| 2005/2006               | DH-Basse-Normandie  | 7e    | 63  | 26   | 10   | 7    | 9    | 46   | 40   | +6   | -               | -                        |
| 2006/2007               | DH-Basse-Normandie  | 2e    | 75  | 26   | 14   | 7    | 5    | 56   | 31   | +25  | -               | -                        |
| 2007/2008               | DH-Basse-Normandie  | 5e    | 62  | 26   | 10   | 7    | 9    | 41   | 33   | +8   | -               | -                        |
| 2008/2009               | DH-Basse-Normandie  | 3e    | 69  | 26   | 12   | 7    | 7    | 43   | 34   | +9   | -               | -                        |
| 2009/2010               | DH-Basse-Normandie  | 14e   | 34  | 26   | 3    | 0    | 23   | 25   | 94   | -69  | -               | -                        |
| 2010/2011               | DSR-Basse-Normandie | 14e   | 33  | 26   | 1    | 4    | 21   | 15   | 70   | -55  | -               | -                        |
| Création du FC Argentan |                     |       |     |      |      |      |      |      |      |      |                 |                          |
| 2011/2012               | -                   | -     | -   | -    | -    | -    | -    | -    | -    | -    | -               | -                        |
| 2012/2013               | DSR-Basse-Normandie | -     | -   | -    | -    | -    | -    | -    | -    | -    | -               | -                        |
| 2013/2014               | DSR-Basse-Normandie | 3e    | -   | -    | -    | -    | -    | -    | -    | -    | 3etour          | -                        |
| 2014/2015               | DH-Basse-Normandie  | 14e   | 46  | 28   | 5    | 3    | 20   | 32   | 56   | -24  | 3etour          | 3etour                   |
| 2015/2016               | DSR-Basse-Normandie | 5e    | 64  | 26   | 10   | 8    | 8    | 46   | 36   | +10  | 5etour          | 5etour                   |
| 2016/2017               | DSR-Basse-Normandie | 8e    | 59  | 26   | 10   | 3    | 13   | 41   | 48   | -7   | 3etour          | -                        |

### Séniors Femmes
| Saisons   | Division 1            | Division 2            | Phase d'Accession Nationale | Championnat interrégional féminin | Championnat Interligue Maine-Normand | DH Basse-Normandie féminine | PH Basse-Normandie féminine | Coupe de Basse-Normandie féminine | Coupe de France féminine |                       |                       |                       |                       |                       |
| 2010-2011 | -                     | -                     | -                           | -                                 | Championnat inexistant               | 7e                          | Championnat inexistant      | -                                 | 2e tour                  |                       |                       |                       |                       |                       |
| 2011-2012 | -                     | -                     | -                           | -                                 | Championnat inexistant               | 6e                          | Championnat inexistant      | -                                 | 2e tour                  |                       |                       |                       |                       |                       |
| 2012-2013 | -                     | -                     | -                           | -                                 | Championnat inexistant               | 5e                          | Championnat inexistant      | -                                 | 2e tour                  |                       |                       |                       |                       |                       |
| 2013-2014 | -                     | -                     | -                           | -                                 | Championnat inexistant               | 5e                          | Championnat inexistant      | -                                 | 2e tour                  |                       |                       |                       |                       |                       |
| 2014-2015 | -                     | -                     | -                           | -                                 | -                                    | Championnat inexistant      | 2e                          | 1ertour                           | non-jouée                |                       |                       |                       |                       |                       |
| 2015-2016 | Pas d'équipe féminine | Pas d'équipe féminine | Pas d'équipe féminine       | Pas d'équipe féminine             | Pas d'équipe féminine                | Pas d'équipe féminine       | Pas d'équipe féminine       | Pas d'équipe féminine             | Pas d'équipe féminine    | Pas d'équipe féminine | Pas d'équipe féminine | Pas d'équipe féminine | Pas d'équipe féminine | Pas d'équipe féminine |
| 2016-2017 | -                     | -                     | -                           | Championnat inexistant            | -                                    | Championnat inexistant      | e                           | 2e tour                           | non-jouée                |                       |                       |                       |                       |                       |
| 2017-2018 | -                     | -                     | -                           | Championnat inexistant            | -                                    | Championnat inexistant      | -                           | -                                 | -                        |                       |                       |                       |                       |                       |
| 2018-2019 | -                     | -                     | -                           | Championnat inexistant            | -                                    | Championnat inexistant      | -                           | -                                 | -                        |                       |                       |                       |                       |                       |
| 2019-2020 | -                     | -                     | -                           | Championnat inexistant            | -                                    | Championnat inexistant      | -                           | -                                 | -                        |                       |                       |                       |                       |                       |